# Boxe nos Jogos Pan-Americanos de 2023 - Até 75 kg feminino
A competição da categoria até 75 kg feminino  do boxe nos Jogos Pan-Americanos de 2023 em Santiago, Chile, foi realizada de 20 a 27 de outubro no Centro de Treinamento Olímpico. Um total de 13 boxeadoras de 13 CONs competiram.
As duas finalistas se classificaram aos Jogos Olímpicos de Verão de 2024 em Paris, França.

## Qualificação
Houve uma cota de 130 boxeadores para a competição (10 por categoria). O país-sede (Chile) recebeu vagas automáticas para todos os eventos. O restante das vagas foram concedidas através de diversos torneios qualificatórios. Todavia, o Comitê Olímpico Internacional decidiu posteriormente que a competição seria um evento de registro aberto, o que significava que um CON poderia inscrever um boxeador diretamente no torneio.

## Formato da competição
Como todos os eventos pan-americanos de boxe, a competição é um torneio direto de eliminação. Ambos os perdedores da semifinal recebem medalhas de bronze, então nenhum boxeador compete novamente após a primeira derrota. Os combates consistem em um sistema de pontuação em 3 rounds, onde o vencedor de cada round deve receber 10 pontos e o perdedor uma quantidade menor. Cinco juízes avaliam cada luta. O vencedor será o boxeador que mais marcou no final da partida.

## Medalhistas
| Ouro   | CAN Tammara Thibeault                  |
| Prata  | PAN Atheyna Bylon                      |
| Bronze | MEX Citlalli Ortiz BRA Viviane Pereira |

## Resultados
As pugilistas se enfrentam em lutas eliminatórias até a definição das medalhistas. As perdedoras das semifinais conquistam automaticamente as medalhas de bronze.
|  | Oitavas de final      | Oitavas de final      | Oitavas de final |  |  | Quartas de final      | Quartas de final      | Quartas de final      |   |                    | Semifinais            | Semifinais            | Semifinais |  |  | Final | Final | Final |
|  |                       |                       |                  |  |  |                       |                       |                       |   |                    |                       |                       |            |  |  |       |       |       |
|  |                       |                       |                  |  |  |                       |                       |                       |   |                    |                       |                       |            |  |  |       |       |       |
|  |                       |                       |                  |  |  | USA Naomi Graham      | USA Naomi Graham      | 0                     |   |                    |                       |                       |            |  |  |       |       |       |
|  | CUB Yakelín Estornell | CUB Yakelín Estornell | 0                |  |  | MEX Citlalli Ortiz    | MEX Citlalli Ortiz    | 5                     |   |                    |                       |                       |            |  |  |       |       |       |
|  | MEX Citlalli Ortiz    | MEX Citlalli Ortiz    | 5                |  |  |                       |                       |                       |   | MEX Citlalli Ortiz | MEX Citlalli Ortiz    | 0                     |            |  |  |       |       |       |
|  | DOM Milena Jiménez    | DOM Milena Jiménez    |                  |  |  |                       | CAN Tammara Thibeault | CAN Tammara Thibeault | 5 |                    |                       |                       |            |  |  |       |       |       |
|  | CAN Tammara Thibeault | CAN Tammara Thibeault | RSC              |  |  | CAN Tammara Thibeault | CAN Tammara Thibeault | 5                     |   |                    |                       |                       |            |  |  |       |       |       |
|  | COL Luisa Vásquez     | COL Luisa Vásquez     | 0                |  |  | VEN Maryelis Yriza    | VEN Maryelis Yriza    | 0                     |   |                    |                       |                       |            |  |  |       |       |       |
|  | VEN Maryelis Yriza    | VEN Maryelis Yriza    | 5                |  |  |                       |                       |                       |   |                    | CAN Tammara Thibeault | CAN Tammara Thibeault | 5          |  |  |       |       |       |
|  |                       |                       |                  |  |  |                       | PAN Atheyna Bylon     | PAN Atheyna Bylon     | 0 |                    |                       |                       |            |  |  |       |       |       |
|  |                       |                       |                  |  |  | ECU Ingrith Maldonado | ECU Ingrith Maldonado | 0                     |   |                    |                       |                       |            |  |  |       |       |       |
|  | TTO Eyed George       | TTO Eyed George       |                  |  |  | PAN Atheyna Bylon     | PAN Atheyna Bylon     | 5                     |   |                    |                       |                       |            |  |  |       |       |       |
|  | PAN Atheyna Bylon     | PAN Atheyna Bylon     | RSC              |  |  |                       |                       |                       |   | PAN Atheyna Bylon  | PAN Atheyna Bylon     | 5                     |            |  |  |       |       |       |
|  | BRA Viviane Pereira   | BRA Viviane Pereira   | 5                |  |  |                       | BRA Viviane Pereira   | BRA Viviane Pereira   | 0 |                    |                       |                       |            |  |  |       |       |       |
|  | ARG Lorena Balbuena   | ARG Lorena Balbuena   | 0                |  |  | BRA Viviane Pereira   | BRA Viviane Pereira   | 5                     |   |                    |                       |                       |            |  |  |       |       |       |
|  |                       |                       |                  |  |  | BAR Kimberly Gittens  | BAR Kimberly Gittens  | 0                     |   |                    |                       |                       |            |  |  |       |       |       |
|  |                       |                       |                  |  |  |                       |                       |                       |   |                    |                       |                       |            |  |  |       |       |       |